# Henry Vandyke Carter

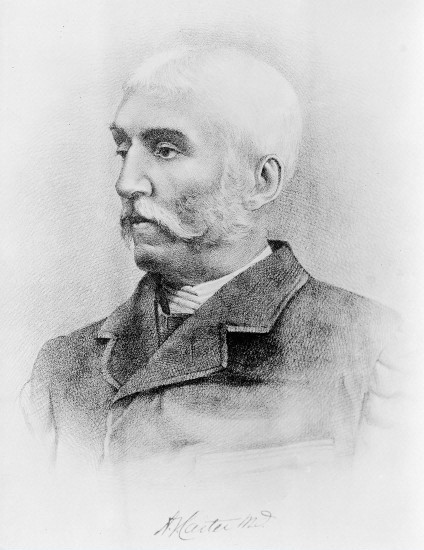
Henry Vandyke Carter

Henry Vandyke Carter (22 de mayo de 1831 - 4 de mayo de 1897) fue un anatomista, cirujano y artista anatómico inglés, conocido por sus ilustraciones del libro Anatomía de Gray.

## Biografía
Henry Vandyke Carter nació el 22 de mayo de 1831, y fue el hijo mayor del artista Henry Barlow Carter. Fue educado formalmente en Hull Grammar School antes de ser aprendiz boticario-cirujano y tomar cursos de medicina en el Hospital St. George de Londres. En junio de 1853, Carter se convirtió en un estudiante de anatomía humana y comparada en el Colegio Real de Cirujanos, donde trabajó con Richard Owen y John Thomas Quekett. En diciembre de 1854, obtuvo una licenciatura en Medicina en la Universidad de Londres.
Comenzó a trabajar para Henry Gray y otros en 1852, y entre 1856 y 1857 dibujó las ilustraciones para el ahora famoso ilustrado Anatomía de Gray. Durante este tiempo, obtuvo su doctorado en medicina en la Universidad de Londres. Los editores de la primera edición querían atribuir la autoría conjunta del libro de Carter, debido a que sus ilustraciones eran casi tan notable como el texto pero Gray se opuso.
En 1858 Carter se unió al Servicio Médico de la India y se mudó a Bombay donde tomó el puesto de profesor de Anatomía en Grant Medical College. Permaneció en Bombay hasta su jubilación en 1888, cuando regresó a Scarborough para vivir cerca de su hermana Lily. 
En el retiró, Carter fue nombrado "Honorario Adjunto Cirujano General y Cirujano Honorario de la Reina". Murió de tuberculosis en Scarborough, North Yorkshire, el 4 de mayo de 1897.